# Piero Marchesi
Piero Marchesi (Monteggio, 19 settembre 1981) è un politico svizzero, deputato al Consiglio nazionale per l'Unione Democratica di Centro (UDC/SVP).

## Biografia

### Formazione e vita privata
Diplomato come elettricista, lavora a contratto fino al 2021; nel 2018 ottiene l'Executive Master in Business Administration presso la SUPSI. Dal 2021 concentra la sua attività professionale in progetti imprenditoriali propri e in mandati nei consigli d'amministrazione, in ambito fiduciario, commerciale e bancario. Opera altresì in varie associazioni che propugnano la non adesione della Svizzera ad accordi sovranazionali, quale Pro Svizzera, con sede a Berna, della quale è membro del comitato centrale.
È sposato e padre di un figlio.

### Carriera politica
Nel 2000, a soli 18 anni, viene eletto nel Consiglio comunale di Monteggio. Nel 2008 entra nel Municipio dello stesso Comune e nel 2012, a 29 anni, vince il ballottaggio con il sindaco, diventando il più giovane amministratore locale del Canton Ticino. 
Nel 2016, in qualità di presidente della commissione dei studio, guida il processo di aggregazione dei Comuni di Croglio, Monteggio, Ponte Tresa e Sessa, che nella primavera del 2021 danno luogo al nuovo ente comunale unico di Tresa, di cui è eletto sindaco.
Nel 2013 diventa vicepresidente cantonale dell’UDC e nel 2016 accede alla presidenza. Sotto la sua guida, l'UDC aumenta il contingente in Gran Consiglio da 5 a 7 membri, con Marchesi che risulta il candidato più votato. Alle elezioni federali 2019 il consigliere nazionale Marco Chiesa accede al Consiglio degli Stati e lo stesso Marchesi entra in Consiglio nazionale, lasciando il mandato in Gran Consiglio a Paolo Pamini.
Alle elezioni cantonali del 2 aprile 2023 ottiene 46 654 voti personali per il Consiglio di Stato (al terzo posto per la compagine Lega/UDC, dietro i riconfermati Norman Gobbi e Claudio Zali) e coopera al buon risultato dell'UDC, che aumenta il gruppo in Gran consiglio a 9 deputati. Alle seguenti elezioni federali viene riconfermato al Consiglio nazionale, con l'UDC che riconferma anche Marco Chiesa al Consiglio degli Stati e ottiene il secondo seggio al Consiglio nazionale con l'elezione di Paolo Pamini. Il contingente parlamentare UDC-Lega dei Ticinesi arriva così a 4 seggi (Chiesa agli Stati, Marchesi, Pamini e Lorenzo Quadri al Nazionale) sui 10 della deputazione ticinese, portando l'UDC a essere il terzo partito ticinese dopo PLR e Il Centro. 
Nel 2024 Marchesi ricopre il ruolo di presidente della Deputazione ticinese alle camere federali (carica a rotazione tra i partiti).